# Penny Halliwell

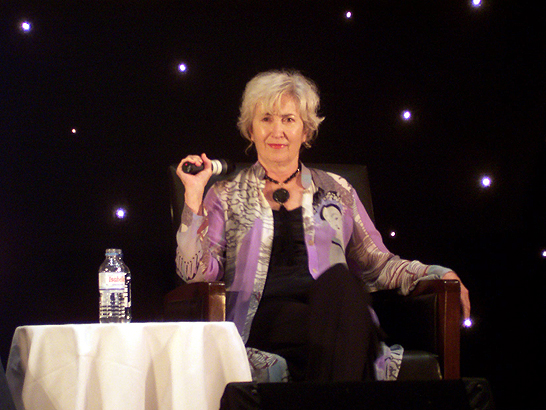
Penny Halliwell, interpretada por la actriz Jennifer Rhodes

Penelope "Penny" Halliwell Johnson es un personaje de ficción, creado para la serie estadounidense, Charmed del canal de Warner Brothers Television. Este personaje es la abuela de las hermanas Prue, Piper, Phoebe y Paige y es interpretado por Jennifer Rhodes.
Esta poderosísima bruja provenía de Melinda Warren. Poseía el poder de la telequinesis, poder heredado a sus nietas Prue y Paige, y posteriormente a sus bisnietos Wyatt y Chris Halliwell.
Penny nace en 1930, en Boston, Massachusetts. Es hija única de Gordon Johnson y Patricia Baxter, la vida pasada de su nieta Piper Halliwell.

En los cincuenta, se casó con Allen Halliwell y tomó su apellido desde entonces. Su única hija fue Patty Halliwell, la madre de las Hechiceras.
Penny y su esposo fueron pacifistas de la ola hippie hasta que Allen fue asesinado en 1967, en el Verano del Amor, por Robyn y Nigel, una pareja de brujos demoniacos. Por este hecho, ella se convierte en una feroz asesina de demonios y brujos malvados. Aprendió a enfocar su poder de telequinesis y crear hechizos y pociones por ella misma. Fue conocida por ser una bruja habilidosa y muy poderosa, llegó a ser tan poderosa que muchos demonios y brujos temían pronunciar su nombre y mientras las Hechiceras estruvieron bajo su protección pocos demonios se atrevieron a atacarlas por miedo a Penny.   
Después de convertirse en la matriarca de la familia Halliwell-Warren, se enamoró del Nigromante en la década de los setenta. Pero él sólo quería los espíritus de las matriarcas Halliwell para ganar más poder, por lo cual, lo destruye.
Penny se casó un total de cuatro veces, y estuvo comprometida un total de seis veces, de las cuales, ninguna relación funcionó (a excepción del matrimonio con Allen, del cual terminó viuda). Cuando Patty y Victor Bennet se casaron, Penny no le permitió a su hija tomar el apellido de su esposo, una tradición que ha llegado hasta las Embrujadas.
Presenció el nacimiento de sus cuatro nietas Prudence, Piper y Phoebe Halliwell y posteriormente, Paige Matthews, ganándose el apodo de Grams (Abuela). Se enteró de que sus primeras tres nietas serían las Hechiceras cuando un brujo llamado Nicholas amenazó a Patty con matar a las niñas Piper y Prue, y a Phoebe, de quién aún no sabían que estaba embarazada, si no le daban inmunidad a su magia. Las Hechiceras viajaron al pasado para deshacer el trato que su madre Patty hizo con el brujo, encontrándose accidentalmente con la abuela, a quién también advierten de su muerte futura.

Cuando Patty se vio forzada a darle la inmunidad a Nicholas, Penny tuvo que retirarles los poderes a las niñas hasta que estuvieran listas para ellos, sin embargo, nunca se los devuelve a voluntad puesto que Patty muere y la hermandad de las chicas se fragmenta con el tiempo, siendo este un impedimento para que su destino como Hechiceras se cumpliera.
Después de la muerte de Patty, la abuela Penny se convirtió en madre sustituta para las primeras tres hijas de Patty, y discutió continuamente con Victor sobre cómo debían ser educadas las chicas, si en el peligro del mundo sobrenatural con ella, o en el mundo normal con su padre. Por esas discusiones, las hermanas no volvieron a ver a Victor por un largo tiempo.
Penny también se vio forzada a guardar el secreto del nacimiento de Paige, cuyo padre era el ángel blanco de Patty, Sam Wilder. Penny ayudó a Patty y Sam a decidir que era mejor dar a la bebé en adopción, ya que las relaciones entre ángeles blancos y brujas estaban prohibidas por los Ancianos, quienes vigilaban la magia blanca, temiendo que por ese hecho, la familia Halliwell fuera despojada de sus poderes y, por ende, de su protección mágica.
Años después, cuando las chicas ya eran adultas, Penny contrajo una enfermedad del corazón. Ella no deseaba que recibieran sus poderes, pues aún no las veía capaces de trabajar juntas como hermanas, así que creó una poción para quitárselos permanentemente, pues sabía que su muerte se acercaba, y con ella, el hechizo de atadura de poderes hecho a sus nietas se rompería.

El 5 de marzo de 1998, tomó la decisión de darle a las chicas la poción, pero antes de lograr su objetivo, sufrió un ataque al corazón y cayó de las escaleras, muriendo en el acto.
Tras su muerte, se convirtió en un espíritu guardián, vigilando a sus nietas y ayudándolas a través del Libro de las Sombras Warren-Halliwell, moviendo las páginas del libro para encontrar información de utilidad para ellas.
Penny fue sacerdotisa en la ceremonia de la boda de Leo Wyatt y Piper en forma de espíritu, y fue invocada como matriarca de la familia en la ceremonias de Wiccaning de Wyatt y Chris en cuerpo físico.

Penny vuelve a enfrentarse al Nigromante en el Wiccaning de Wyatt, dónde se revela que aún seguía enamorada de él, pero lo destruye permanentemente al descubrir que volvió a utilizarla para aprovecharse del poder de la línea ancestral Halliwell.

Aunque no se menciona como tal en la serie, Penny muestra conductas feministas, impulsadas por su aversión a los hombres como producto de las experiencias con sus parejas y los varones casados con su hija y nietas, y también por la ideología de mantener una línea familiar mágica exclusivamente matriarcal. Cuando nació Wyatt, ella no estaba de acuerdo al principio, pues pensaba que la familia de brujas debía conformarse solo por mujeres, pero poco a poco fue aceptando y amando a sus bisnietos, y aceptando de igual manera que la nueva generación de su familia ahora tendría varones de nacimiento.

Cuando Penny supo de la muerte del Anciano Gideon en manos de Leo, estaba insegura de que pudiera confiar en que él estuviera cerca de las hermanas y de la familia entera. Desde entonces aprendió a confiar en que su familia podía tomar decisiones correctas sin ella, pero aún les da su apoyo cuando lo necesitan.
- Datos: Q3119786